# Square de la Cristallerie
Le square de la Cristallerie est un parc situé à Saint-Denis, Seine-Saint-Denis, en France, à proximité de L'Espace Imaginaire,.